# 邢瑞鸣
邢瑞鸣（1888年—1990年）是广东省揭阳县（现揭阳市）第一个女子识字班的学生，后来又成长为揭阳第一所女子学校校长。她对于基督教在揭阳的传播也颇有贡献。

## 婦女教育
中国清朝末期的1888年农历4月26日，邢瑞鸣出生于广东省揭阳县城（榕城）东郊凤围乡一贫农之家。后来父亲接受基督教福音并带领全家信耶稣，小瑞鸣因此免去了当时仍在盛行的女子缠足之苦。
据《榕城镇志》记载，清朝光绪二十五年（1899年）以前，揭阳的学校都只招收男孩子。在这一年，美国基督教师雅谷牧师（Jacob Speicher）聘请陈美贤女士为教师，在榕城创办揭阳第一个女子识字班，教学内容为《三字经》和《圣经》摘编，只招信徒女孩共12人，十一岁的瑞鸣是其中一员。可惜只读了两年书，牧师回国，识字班随之停办。十五岁时，邢瑞鸣到汕头市礐石“正光女子学校”继续求学。在校期间，她被推选为女宣道会（即学生会）主席。

1908年，邢瑞鸣从正光女子学校毕业返乡，被聘为教会后来重新建立的女子识字班的掌校政（校长）。她参照汕头母校的名字，将识字班定名为“宗光女校”，使其成为揭阳第一所有正规校名的女子学校。

五年后，于中华民国二年（1913）邢瑞鸣离开宗光女校，在进贤门外竹巷静远轩创办另一个女子识字班，定名为“静远女校”，自任校长兼教师。开始时，只招20多名女生。不到4年，学校就发展到80多名学生，分成4个班，学习科目有国文、数学、历史、地理、珠算、唱歌、手工刺绣等。学校聘请数位知名人士任教职，邢瑞鸣的丈夫陈德修也协助任教。民国十八年，宗光女校改名为“真理女中”，聘请邢瑞鸣就任校长，静远女校学生转入真理女中就读。后来，真理男女校合并成立“揭阳县真理中学”，邢瑞鸣辞去校长职位，但保留校董身份。

## 基督教事业
1932年，县城女子上学已较为普遍，邢瑞鸣将工作重点转到基督教福音传播上。她和教会同工一起到乡村布道探访，同时教那里的妇女识字和读《圣经》。每个乡住40来天，三年期间，走遍了潮汕地区的许多穷乡僻壤。
1935年邢瑞鸣到揭阳真理医院从事传道、巡视、慰勉等工作，同时还负责挂号。1944年，日军侵占揭阳，医生护士各自逃离医院，剩下邢瑞鸣等几个人留守。当时院内有一位刚做了手术的女病人。情急之下，邢瑞鸣将她转移到城郊自己母亲的家里疗养，两天后病情好转才送她回家。

1949年进入中华人民共和国时代后，晚年的邢瑞鸣在儿女家中帮助带孙儿，服侍老母亲。此后的几十年，儿女各家多患难，但她“将一切交托神，依靠神，坦然面对一切所临到的试炼”。文化大革命期间，教会关门，家中的《圣经》和《赞美诗》被毁。她凭着记忆，写下了许多经文和诗歌。这些书稿资料不仅弥补了当时的需要，还成了留给儿孙后代的纪念。

在改革开放以前，潮汕地区一直都比较贫穷，许多人缺衣少食。邢瑞鸣常送衣物给贫苦人，自己一年四季都只用两套衣裳。每次儿孙为她添置新衣，她都会把还能用的一套送给有需要的人。她常说“趁我还活着送给人好，我走了之后，这些衣物就没人要了”。

## 家庭
邢瑞鸣的先生陈德修也是一位教师，他们育有4个儿女。
大女儿陈诗辉，厦门大学毕业后在一所学校当教师和校长。后来参加抗日救亡运动组织“揭阳青年救亡同志会”。步入中年后，她跟母亲一样热心于基督教福音工作。
大儿子邢诗统，是广州国防医学院第27期学生，毕业后，在入缅作战中国远征军中当军医，升任上校军医处长。退伍回揭阳后，邢诗统到县人民医院工作，直至退休。
二女儿陈施惠汕头护士学校毕业和妇产科一年进修结业，当过护士，医生和教师。她也积极参加“揭阳青年救亡同志会”的抗日活动，并热心于基督教福音传播。
小儿子陈志远中山大学毕业后在高校任教，后来成为华中工学院(现华中科技大学)教授。
1990年11月23日，邢瑞鸣老校长在家中逝世，享年102岁。